# Nikolaj Paakjær
Nikolaj Paakjær (født 1986) er en dansk musiker, sanger og sangskriver, hvis sange blandt andet er repræsenteret i Højskolesangbogen og Kirkesangbogen.

## Historie
Nikolaj Paakjær er uddannet fra sangskriverlinjen på Rytmisk Musikkonservatorium i 2018, men har hele livet spillet musik. Siden starten i 2011 har han været en fast del af Hymns from Ninevehs live-setup. I 2013 startede han Double Moon Mirage sammen med sin kone, Henriette Paakjær. Da rockbandet Dør Nr. 13 vandt KarriereKanonen i 2016, var det med Nikolaj på keyboard.
I 2019 udgav han første album i eget navn, 'Sidste telefon før havet'.
Som sangskriver og salmedigter gjorde Nikolaj sig bemærket ved at få hele fire sange med i Kirkesangbogen (2017), ligesom han blev udvalgt til at fortolke en af sangene på compilation-cd'en Lys og Lindring, der udkom i forbindelse med udgivelsen af sangbogen. I 2022 valgte DR Pigekoret at fortolke sangen "Som baglæns afspilning af sne" i en liveoptagelse fra Holmens Kirke.
I 2020-udgaven af Højskolesangbogen var Nikolajs aftensang "Dagen slipper grebet" taget med.
Spændingen mellem en opvækst i Vestjyllands missionshuse og en hverdag i Københavns værtshuse er et gennemgående træk i Nikolajs tekster, ligesom han har et særligt blik for at koble hverdagen i storbyen med det spirituelle.

## Diskografi

### Double Moon Mirage
- Double Moon Mirage (2018)

### Nikolaj Paakjær
- Sidste telefon før havet (2019)
- Et uvurderligt minut (2022)